# Måsøy
Måsøy è un comune norvegese della contea di Finnmark.